# Момент истины (В августе 44-го…)
«Момент истины (В августе 44-го…)» — незаконченный утраченный советский фильм режиссёра Витаутаса Жалакявичюса, который снимался на основе романа «Момент истины» писателя Владимира Богомолова в 1975 году. Уже после получения режиссёрского сценария разгорелся конфликт между Жалакявичусом и Богомоловым, который обвинил режиссёра, что тот не способен снимать фильм на военную тематику. Съёмки происходили в Литве, Белоруссии и на «Мосфильме». По решению руководства студии «Мосфильм», работа над практически снятым фильмом была прекращена, и он был уничтожен.

## Сюжет
Действие происходит в августе 1944 года на недавно освобожденной советскими войсками территории Белорусской ССР. Одна из оперативно-розыскных групп Управления контрразведки СМЕРШ 3-го Белорусского фронта под руководством капитана Алёхина ведёт поиски группы вражеских агентов, которая добывает для германского командования ценную разведывательную информацию. Эта деятельность может поставить под удар внезапность планируемой крупной советской наступательной операции. Розыскное дело «Неман» берётся на контроль Ставкой ВГК. Руководство принимает решение о необходимости проведения войсковой операции с массовым прочёсыванием лесных массивов. Контрразведчики настаивают, что войсковая операция скорее всего приведёт к гибели агентов, обрыву их связи с местной агентурой и невозможности вести последующую радиоигру. Советской контрразведке известен район, в котором спрятана рация, и предположительное время, когда немецкие агенты произведут выемку рации для очередного радиосеанса. 
Группа капитана Алёхина размещается в самом перспективном месте. Для контрразведки важно, чтобы разыскиваемых взяла именно эта группа. По направлению к засаде движутся трое неизвестных в форме советских офицеров. Алёхин получает по радио приказ: немедленно покинуть лес перед началом войсковой операции, но он принимает решение — остаться и проверить неизвестных. В ходе проверки документов Алёхин догадывается, что под видом старшего группы ему противостоит легендарный гитлеровский агент Мищенко. Он заставляет офицеров предъявить для досмотра вещевые мешки (в которых находится рация), спровоцировав их на нападение, таким образом выдав себя. Однако прикомандированный офицер комендатуры Аникушин, со злости на «особистов» и по собственной беспечности, закрывает линию огня и погибает в последующей перестрелке. Оперативники захватывают перепуганного радиста группы и перевербовывают его для ведения радиоигры с противником.

## Над фильмом работали
Актёрский состав:
| Актёр               | Роль                       |
| ------------------- | -------------------------- |
| Сергей Шакуров      | капитан Алёхин             |
| Анатолий Азо        | старший лейтенант Таманцев |
| Александр Иванов    | лейтенант Блинов           |
| Бронюс Бабкаускас   | генерал Егоров             |
| Бронислав Брондуков | водитель Александр Хижняк  |
| Николай Трофимов    | подполковник Поляков       |
| Михай Волонтир      |                            |
| Елена Сафонова      |                            |
| Сергей Сазонтьев    |                            |
| Борис Щербаков      |                            |

Съёмочная группа:
| Роль            | Имя                  |
| --------------- | -------------------- |
| Режиссёр        | Витаутас Жалакявичюс |
| Автор сценария  | Владимир Богомолов   |
| Оператор        | Анатолий Кузнецов    |
| Директор фильма | Борис Криштул        |

## История создания

### Начало производства
В 1974 года в трёх номерах журнала «Новый мир» появился роман писателя Владимира Богомолова « В августе сорок четвёртого…», основанный на его личном опыте во время службы в Смерше, разведке и контрразведке, а также архивных материалах советских спецслужб. После этого он переиздавался более 130 раз, переводился на три десятка языков, в СССР вышел общим тиражом около 7 млн. экземпляров.  
На увлекательный роман обратили внимание и кинематографисты. К экранизации книги приступило Экспериментальное творческое объединение киностудии «Мосфильм». Для постановки был выбран режиссёр Витаутас Жалакявичус, который в 1961—1975 годах был художественным руководителем Литовской киностудии, а в 1974—1980 жил в Москве, работал на «Мосфильме» и преподавал на Высших курсах сценаристов и режиссёров, руководил мастерскими. Всесоюзную известность он получил после выхода в 1965 году фильма «Никто не хотел умирать». Его действие происходит в 1947 году в период установления советской власти в Литве на фоне жёсткого противостояния между ними и «лесными братьями». «Никто не хотел умирать» был удостоен ряда наград, положительных критических отзывов и в 1967 году по результатам опроса читателей журнала «Советский экран» признан лучшим советским фильмом 1966 года. Фильмы режиссёра «Никто не хотел умирать» и «Это сладкое слово — свобода!» (1972) вошли в тысячу самых кассовых советских фильмов.  

### Конфликт между режиссёром и Богомоловым
Между режиссёром и Богомоловым с самого начала не сложились отношения. Писатель негативно отнёсся к режиссёрскому сценарию и обвинил Жалакявичуса в незнании военной темы. Последний обиделся и с того времени они перестали общаться без помощи посредников. Погасить конфликт пытался директор фильма Борис Криштул, но это ему не удалось. Претензии Богомолова к режиссёру сводились в основном к следующему: «он не понимает... не воевал... не в теме...», а тот в ответ в основном ограничивался нецензурными словами в адрес оппонента. Несмотря на претензии автора романа работа над фильмом продолжалась. Для поиска натурных сцен члены съёмочной группы отправились из Минска в Беловежскую пущу. Однако по ряду причин эти места не подошли для съёмок и решено было снимать в 40 км от Минска, на натурной площадке киностудии «Беларусьфильм» в Смолевичах, где располагалась вся необходимая инфраструктура, основанная в 1971 году. Для участия в массовых сценах были задействованы солдаты Белорусского военного округа.
11 июня 1975 года Богомолов отправил директору киностудии свои претензии к постановке. «Как это ни удивительно, реализована только пятая часть из более чем 600 замечаний, сделанных мною по второму варианту режиссёрского сценария. Замечаний, обоснованность которых была признана редактором и руководством студии. Причём при реализации только пятой части замечаний режиссёром написаны многие новые нелепости и неграмотности…» Через несколько дней он опять жаловался руководству «Мосфильма»: «Вся беда режиссёрского сценария в том, что режиссёр имеет самое отдалённое, неверное представление о людях и событиях, которые должен изображать, и при невмешательстве студии упорствует в своих заблуждениях и своём невежестве. Ни к чему хорошему эти заблуждения режиссера и его незнание предмета изображения привести не могут…». 9 июля Богомолов вновь отправил гендиректору «Мосфильма» письмо, где угрожал, что если в сценарий не будут внесены все «необходимые» исправления, то он потребует убрать своё имя из титров. Не смогла изменить предубеждение писателя и демонстрация рабочих материалов. Он пафосно заявил Криштулу, что главные персонажи кто угодно, но только не контрразведчики: «Небритые, в грязных гимнастёрках (будто забыл, что именно такими описал их, неделями ползавших по лесам и болотам). Ваш режиссёр не воевал, он не знает того, о чём делает фильм…».

### Закрытие картины
После того как летом 1975 года была снята часть натуры в Белоруссии, съёмочная группа переехала в октябре  в Ялту. В это время произошла трагедия: 21 октября 1975 года актёр Бронюс Бабкаускас (генерал Егоров) совершил самоубийство, что стало одним из поводов к прекращению съёмок. О его смерти Донатас Банионис, ранее сыгравший у Жалакявичуса в фильме «Никто не хотел умирать», позже вспоминал: «Нашей звездой был Бабкаускас, замечательный артист. Его судьба сложилась трагически: на рыбалке он сломал позвоночник и после этого начал всё забывать, не мог найти дорогу домой. Ему делалось всё хуже и хуже, в итоге он повесился…». 
После этой неожиданной смерти Богомолов обратился с иском в суд на киностудию «Мосфильм». Директор студии Николай Сизов приостановил съёмочный процесс и распорядился доставить отснятый материал в Москву. Работа съёмочной группы ему понравилась, но Сизову также не удалось убедить писателя перестать препятствовать созданию фильма. В итоге 20 ноября был подписан приказ № 705 о приостановлении производства. В его преамбуле указывалось: «В связи с возникшими творческими разногласиями по отснятому материалу между автором и режиссёром-постановщиком фильма „Момент истины“, а также из-за смерти Народного артиста Б. Бабкаускаса…». 6 декабря в Московском городском суде прошло заседание по иску Богомолова о запрещении съёмок фильма по его книге «Момент истины». На его стороне выступала представительница Всесоюзного агентства авторских прав. Рассмотрев аргументы сторон суд принял решение: «Производство фильма приостановить и без согласия автора никаких съёмок не производить. Попытаться автору и киностудии найти приемлемое решение и продолжить работу, дабы не допустить убыточных расходов картины». Через две недели состоялось заседание секретариата Союза кинематографистов СССР, посвящённое конфликту Богомолова и создателей фильма. Позиция писателя была раскритикована, но фильм пришлось закрыть. Выделенные средства были списаны в убыток киностудии. 
В дневнике Богомолов пытался связать закрытие фильма со смертью Бабкаускаса. Однако, по мнению Криштула, его смерть действительно была «тяжёлым ударом для съёмочной группы, но наш фильм погиб не потому, что не стало артиста — живую картину талантливого режиссёра своими руками „похоронил“ выдающийся писатель Владимир Богомолов». Сергей Шакуров, сыгравший капитана Алёхина, сожалел об утрате фильма, неоднократно называя участие в нём своей лучшей актёрской работой: «Такой роли у меня вообще не было. И никто её потом не увидел. Жалакявичюс очень жёсткий мужик и он с автором поссорился, и картину в конечном итоге закрыли. Там было недоснято буквально 5-10 минут экранного времени. И она долго лежала, лежала и, в конце концов, потом её смыли, потому что никто не занимался этой судьбой. А могли бы восстановить». 

## Новая экранизация
Вторая попытка экранизации романа оказалась более успешной и в 2000 году вышел на экраны фильм «В августе 44-го…», снятый известным белорусским кинорежиссёром Михаилом Пташуком. И в этот раз последовали претензии со стороны автора романа. В итоге Богомолов не только отказался от авторства сценария для обеих экранизаций романа, но и подверг фильм разгромной критике, сказав, что из-за «бессмыслия и непродуманных импровизаций режиссёра» были провалены многие эпизоды.